# 三春町ひき逃げ殺人事件
三春町ひき逃げ殺人事件（みはるまちひきにげさつじんじけん）は、2020年（令和2年）5月31日に福島県田村郡三春町で発生した無差別殺人事件。

## 概要
2020年5月31日、福島県田村郡三春町の国道288号沿いを盗んだトラックで走行していたXが清掃活動をするAとBを確認後、一度現場を通り過ぎUターンし、時速60キロから70キロのスピードでAとBをはね死亡させた無差別殺人事件である。福島県警察は、Xを逮捕した同年5月31日時点では、道路交通法違反などの容疑で逮捕していたが、取り調べで「社会生活に不安があり、刑務所に戻った方がましだと思った。」「誰でもよかった。車なら簡単に殺せると思った。」と供述したことから県警と地検は慎重に捜査をした。同年6月30日に福島地方検察庁郡山支部は、Xを殺人罪、窃盗罪、道路交通法違反で福島地方裁判所郡山支部に起訴した。

## Xの人物像
Xは、事件を起こす2日前に刑務所から出所したばかりで、そのまま郡山市の知人宅に滞在し、知人の経営する会社で働くはずだった。Xの近隣住民の話によると、Xには、上に兄がいる。Xの父親は実直な人で、後を継いだ兄も地域の活動に熱心で立派な人物だったという。Xは、以前結婚していたが、嫁が出て行ってしまい嫁の友人に居場所を聞き出そうとして、車に連れ込むなどして警察に通報されて、監禁で逮捕されていた。

## 裁判

### 第一審
2021年6月7日、福島地方裁判所郡山支部（小野寺健太裁判長）で初公判が開かれた。Xは故意に人をはねたことを認める一方、「殺害しようと積極的に思ったわけではない」と述べた。一方、弁護側も殺人罪の成立は争わず、Xの殺意について争うことを表明した。

#### 第2回以降公判
同年6月8日（2回公判）では、Xの被告人質問が行われた。事件当日を「縁石などの障害物がない場所を歩く2人連れを探して回った」と振り返り、一定程度の刑期にするために2人組にこだわって無差別にはねたと説明。現場で被害者2人を発見すると、一度通り過ぎてＵターンし、徐々にアクセルを踏み込み加速して2人をはねた―と説明した。争点の殺意の程度を巡っては、弁護側の「殺そうとしたのか」との問いに「そこまで考えていなかった」と回答。改めて確定的な殺意について否定した。
同年6月9日（3回公判）でも被告人質問が行われた。Xは、遺族への心情を問われ「自分勝手な考えで大変な事件を起こし、申し訳ないと思っている」などと述べた。また、AとBの被害者遺族は被害者参加制度を利用してXの厳罰を望んだ。Aの遺族は、「犯人の夢をかなえるような判決だけはやめてください」と訴えた。さらに「もし刑務所を出所したら、また罪のない誰かを傷つけ刑務所に戻ろうと同じことを繰り返す」と非難し「Xは自分の夢をかなえるため、普通では考えられないほどの恐怖と痛み、絶望を与えた」と男性の思いを代弁した。「大切な主人を返して」としゃくり上げた。Bの遺族は、「失うものがないからと言って、何ら関係のない2人を犠牲にしたことは許し難い。民意が感じられる判決を望む」などと読み上げた。
同年6月11日（4回公判）、検察側は「生命軽視の態度が甚だしい」として死刑を求刑した。一方、弁護側は最終弁論で「衝突の直前に目を背け、死亡を確認せずに立ち去り、何度もひいていないのは明確な殺意がない表れ」と主張。殺人罪の成立は認めた上で「積極的な殺意と比べ非難の程度は弱い」として無期懲役が相当とした。

#### 判決・死刑
2021年6月24日に福島地方裁判所郡山支部（小野寺健太裁判長）で判決公判が開かれ、同裁判長は「人命軽視が甚だしい。動機は身勝手で厳しい非難を免れない」「犯行態様の残虐さを考慮すると、高度の計画性が認められないことを踏まえても、刑事責任は誠に重い。死刑の選択がやむを得ないとの結論に達した」として検察側の求刑通りXに死刑判決を言い渡した 。
同年6月25日、弁護側は、判決を不服として仙台高等裁判所に控訴した。

### 控訴審
2021年11月9日にXの控訴審初公判が、仙台高等裁判所（秋山敬裁判長）で開かれた。弁護側は、一審の段階では殺意の程度を争っていたが、控訴審では、Xが捜査段階で殺意を認めたことを単なる意見にすぎないなどとし、事件当時、Xに殺意はなかったと主張した。また、「Xが当時、正常な判断能力があったのか疑問」とし、事件に至る経緯など心理状態を分析するための鑑定を申し立てた。一方、検察側は「弁護人の主張に理由はなく、一審判決は正当」と反論し、弁護側の控訴を棄却するように求めた。
2022年12月20日、Xの控訴審が結審した。弁護側は、一審の殺人罪の適用を誤りだと主張し、傷害致死罪の適用を求めた。他方、検察側は一審に不合理な点はないとしてXの控訴の棄却を求めた。

#### 判決・無期懲役
2023年2月16日に仙台高等裁判所（深沢茂之裁判長）は、第一審の死刑判決を破棄し、Xに対し無期懲役の判決を言い渡した。判決理由として、深沢裁判長は、「刑務所に戻りたいという理由で犯行に及んでいて動機は自己中心的で悪質であり、Xと関係ない2人（AとB）が事件にあったことで誰もが日常生活で同様のことが起きるという恐怖心を植えつけた社会的影響は大きい」と指摘したものの、「死刑判決はやむをえない場合に判断されるもので、慎重にあるべき刑だ。自暴自棄的な動機による犯行で考慮する余地がある」とした。Xの弁護人を務めた小野純一郎は、「無罪を取ったわけではないので手放しでは喜べないが、控訴審で争った中で、量刑不当の主張のみが認められた。死刑を回避した点については納得している」と話している。
福島県内の裁判員裁判で死刑とされた被告人に対する控訴審判決は、本判決が2例目である。また裁判員制度下における第一審の死刑判決が控訴審で破棄されたのは、本件が8例目で、福島県内の裁判員裁判で死刑とされた被告人に限れば初めてである。
仙台高等検察庁は判決を不服として、同年3月1日付で最高裁判所へ上告した。

### 上告審
2024年5月27日、最高裁判所第一小法廷（堺徹裁判長）は死刑を求刑していた検察側の上告を棄却、無期懲役とした二審の仙台高裁判決が確定することになった。5人の裁判官全員一致の結論。
判決では「究極の刑罰である死刑の適用は慎重に行わなければならないという観点を踏まえる必要がある」とした上で、本事件を「綿密な計画や周到な準備に基づき、確実に遂げるべく実行した犯行とは言えない」とし、二審同様、無期懲役が相当と判断された。検察官・弁護人の双方から異議申し立てがなされなかったため、同年6月1日付で正式に判決が確定した。

### 刑事裁判の判決文
- 福島地方裁判所郡山支部刑事部判決 2021年（令和3年）6月29日 、令和2(わ)80、『窃盗，道路交通法違反，殺人』。
  - 判決主文：被告人を死刑に処する。（求刑：同／被告人側控訴）
  - 裁判官：小野寺健太（裁判長）・池上弘・風間直樹
- 仙台高等裁判所 第1刑事部・第2刑事部判決 2023年（令和5年）2月16日 、令和3(う)97、『窃盗，道路交通法違反，殺人』。
  - 判決主文：原判決を破棄する。被告人を無期懲役に処する。
  - 裁判官：深沢茂之（裁判長）・梶直穂・鏡味薫